# Evan McGuire
Evan McGuire (Claregalway, 1995) is een Iers stemacteur, hardloper, toneelspeler en muziekdocent.
McGuire maakt zijn debuut in de kunsten toen hij als stemacteur optrad in de voor een Oscar genomineerde animatiefilm The Secret of Kells. Hij gaf daarmee vorm aan hoofdrolspeler "Brendan".
Evan McGuire is tevens een gediplomeerd pianodocent en toneelspeler.
Tijdens de "Powerade On Your Marks"-wedstrijden in het Olympisch Stadion in Londen, zette hij op 4 mei 2012 het allereerste stadionrecord op de 100 meter hardlopen. McGuire nam deel aan de wedstrijden onder begeleiding van Derval O'Rourke.